# Megan Dodds
Megan Dodds est une actrice américaine, née le 20 mai 1970 à Sacramento, en Californie (États-Unis).

## Biographie
Dodds est née et a grandi à Sacramento, en Californie. Après avoir obtenu son diplôme universitaire, elle est entrée à la Juilliard School, tout en se produisant sur la scène Off-Broadway.
Après quatre ans d'études et un diplôme de la Juilliard School en 1995, Megan Dodds est engagée en 1997 pour la pièce Popcorn, du comédien Ben Elton, à Londres. Elle rencontre dans la capitale britannique le photographe Oliver Pearce, qu'elle épouse et avec qui elle a une fille, Isabella.

## Filmographie
- 1998 : À tout jamais (Ever After) : Marguerite De Ghent
- 1998 : Les Rois de Las Vegas (The Rat Pack) (TV) : May Britt
- 2000 : Urbania : Deedee
- 2000 :  Piégé : agent Walsh
- 2000 : Interstate 84 : Wendy
- 2001 : Sword of honor (TV) : Virginia
- 2001 : Love in a Cold Climate (feuilleton TV) : Polly (2 épisodes)
- 2002 : Risque-tout (Purpose) : Lisa Forrester
- 2002-2004 : MI-5 (Spooks) (série télévisée) : Christine Dale (9 épisodes)
- 2004 : Hercule Poirot (série TV, épisode Le Vallon) : Henrietta Savernake
- 2005 : Malice Aforethought (en) (TV) : Madeleine Cranmere
- 2005 : Festival : Dina
- 2006 : Libérez Jimmy (Slipp Jimmy fri) (film d'animation) : Claire (voix)
- 2006 : Le Contrat (The Contract) de Bruce Beresford : Sandra
- 2009 : Dr House (série télévisée) : Dr Beasley dans l'épisode Toucher le fond et refaire surface,
- 2009 : Lie to Me (série télévisée) : Gail dans l'épisode La Mort dans l'âme,
- 2012-2013 : Les Experts : Manhattan (série télévisée): Christine Whitney, la nouvelle femme du lieutenant Mac Taylor (13 épisodes)
- 2023 : Tiny Beautiful Things : Joan (1 épisode)